# Kvartetten som sprängdes (1950)
Kvartetten som sprängdes är en svensk film från 1950 i regi av Gustaf Molander.

## Handling
En svensk småstad strax efter första världskriget. Kamrer Sundelin och hans två vänner, de unga journalisterna Borg och Erlandsson från lokaltidningen Kuriren, har slagit sig på aktieaffärer men det går inte som de tänkt sig. Men de två har varsin ung dam att trösta sig med.

## Om filmen
Filmen bygger på Birger Sjöbergs roman Kvartetten som sprängdes (1926). År 1936 gjorde Arne Bornebusch sin filmversion av Kvartetten som sprängdes. TV har framfört den två gånger, dels 1962 som TV-teater, dels som filmad TV-serie i regi av Hans Alfredson 1973.
Filmen inspelades sommaren 1950. Den dramatiska scenen på isen inspelades genom att asfalten vid Filmstaden i Solna målades vit och scenen inspelades i mörker.

## Rollista (i urval)
- Adolf Jahr - Karl Ludvig Sundelin, kamrer
- Jarl Kulle - Thure Borg, "Första fiolen", grosshandlarens son
- Sven Lindberg - Bengt Erlandsson, "Cello", journalist på Kuriren
- Anita Björk - "Electrical girl", Maj Andersson
- Inga Landgré - Märta Åvik
- Victor Sjöström - Gustaf Borg, grosshandlare
- Edvin Adolphson - Anders Åvik, fabrikör, Märtas far
- Dagmar Ebbesen - tant Klara, Karl Ludvigs släkting
- Marianne Löfgren - fru Selma Åvik, Märtas mor
- Gunnar Björnstrand - Teodor Planertz, ingenjör
- Olof Winnerstrand - direktör Olsén
- Torsten Winge - Löf, redaktör på Kuriren
- Gösta Gustafson - organisten
- Stig Olin - Werner, ung reporter på Kuriren
- Elsa Ebbesen-Thornblad - fru Tillberg

## Musik i filmen
- Lilla Paris, kompositör och text Birger Sjöberg, instrumental.
- Den första gång jag såg dig, kompositör och text Birger Sjöberg, instrumental.
- Every Little Girl Can Teach Me Something New (Varje liten tös kan lära mig nå't nytt), kompositör Ivor Novello engelsk text Adrian Ross och Clifford Grey svensk text Ernst Rolf, sång Jarl Kulle
- Kvartett, piano, stråkar, K. 493, Ess-dur, kompositör Wolfgang Amadeus Mozart, instrumental.
- Élégie (Mélodie), kompositör Jules Massenet, instrumental.
- Spansk musik, kompositör Gunnar Bohman framförs på gitarr och sång av Gunnar Bohman
- Kovan kommer, kovan går (Gesällvisa), text Emil Norlander, instrumental.
- Sov, hulda ros, i ro, kompositör och text Birger Sjöberg
- Amours divins, ardentes flammes. ur La belle Hélène (Kärlek måste vi ha/O kärleks glöd. ur Den sköna Helena), kompositör Jacques Offenbach, fransk text Henri Meilhac och Ludovic Halévy svensk text 1865 Palle Block, sång Jarl Kulle
- Ein Sommernachtstraum. Hochzeitmarsch (En midsommarnattsdröm. Bröllopsmarsch), kompositör Felix Mendelssohn-Bartholdy, instrumental.